# Driss Ben Hamed Charhadi
Driss ben Hamed Charhadi (1937–1986) es el seudónimo del narrador marroquí Larbi Layachi, autor de tres libros, conocido por su primera novela, Una vida llena de agujeros, creada con ayuda del escritor estadounidense Paul Bowles. 

## Biografía
Los únicos datos sobre la vida de Larbi Layachi provienen de Bowles, quien conoció al joven en 1962; Layachi era entonces vigilante de un café en la playa de Merkala, ubicada a dos kilómetros al oeste de la ciudad de Tánger, donde vivía Bowles, y llegó a trabajar un tiempo como empleado doméstico en la casa del escritor norteamericano y su mujer, Jane. Paul Bowles describe a Layachi como analfabeta, un juicio también corroborado por el narrador marroquí Mohammed Mrabet. De una carta de Bowles a Jane se deduce que ya hacia finales de 1962 recibía dinero de Bowles por narrarle sus historias y que se había casado. 
Tras publicar su primer libro, Una vida llena de agujeros, a través de Bowles en 1964, Layachi ganó dinero con las ventas de la obra y finalmente, con ayuda de Bowles, consiguió un visado para Estados Unidos, país al que se embarcó en 1966, acompañado de William Burroughs.
No se supo más de Layachi hasta la década de 1980, cuando aparecen dos nuevas obras bajo el nombre de Driss Ben Hamed Charhadi en Estados Unidos: Yesterday and Today (1985) y A Jealous Lover (1986). El año 1986 se cita como el de su fallecimiento. 

## Obra
La obra más conocida de Charhadi es Una vida llena de agujeros, un relato de posibles tintes autobiográficos sobre un joven marroquí de la región de Tánger, procedente de una familia desestructura, que sobrevive con trabajos ocasionales y pasa dos temporadas en la cárcel. El libro termina con una época como empleado en una casa de una pareja homosexual francesa. El libro ha sido traducido a varios idiomas desde el inglés y en 2012 apareció en traducción española. 
Bowles asegura que Layachi le relataba sus historias, inicialmente solo como fragmentos sueltos, en el idioma árabe marroquí, y que él grababa la narración en un magnetofón para luego transcribirla al inglés de forma extremamente fiel, casi sin cambios, salvo los necesarios para hacer comprensible algún aspecto. Solo tras publicar dos relatos breves en revistas norteamericanas, Bowles decidió componer una novela entera.
La colección de relatos Yesterday and Today (Ayer y hoy), también ubicados en la sociedad humilde de Tánger, apareció en 1985 en la editorial californiana Black Sparrow Press. Un año más tarde, Tombouctou Books publicó The Jealous Lover (El amante celoso), supuestamente una autobiografía, que recoge el mismo tema de un joven desempleado en busca de medios de supervivencia. No consta traductor, aunque en el segundo libro, una nota aclara que Layachi dictó el texto en inglés a la profesora de escritura creativa Katherine Harer en San Francisco.